# علف جگن ساحلی
 علف جگن ساحلی(نام علمی: Artemisia campestris) نام یک گونه از سرده درمنه‌ها است.